# Campionati del mondo di ciclocross 2009 - Gara maschile Elite
La gara maschile Elite dei Campionati del mondo di ciclocross 2009, sessantesima edizione della prova, si svolse il 1º febbraio 2009 con partenza ed arrivo da Hoogerheide, nei Paesi Bassi, su un percorso totale di 30,78 km. La vittoria fu appannaggio del belga Niels Albert, il quale terminò la gara in 1h02'24", precedendo il ceco Zdeněk Štybar e l'altro belga Sven Nys terzo.
Partenza con 69 ciclisti, dei quali 53 portarono a termine la competizione.

## Squadre partecipanti
| N.    | Cod. | Squadra     |
| ----- | ---- | ----------- |
| 1-7   | NLD  | Paesi Bassi |
| 8-14  | BEL  | Belgio      |
| 15-20 | CZE  | Cechia      |
| 21-25 | ITA  | Italia      |
| 26-28 | SUI  | Svizzera    |
| 29-32 | FRA  | Francia     |
| 33-37 | USA  | Stati Uniti |
| 38-42 | ESP  | Spagna      |
| 43-46 | SVK  | Slovacchia  |
| 47-48 | GER  | Germania    |
| 49-50 | SWE  | Svezia      |
| 51-52 | CAN  | Canada      |

| N.    | Cod. | Squadra     |
| ----- | ---- | ----------- |
| 53-54 | POL  | Polonia     |
| 55-57 | GBR  | Regno Unito |
| 58-59 | JPN  | Giappone    |
| 60    | LUX  | Lussemburgo |
| 61    | DEN  | Danimarca   |
| 62    | NOR  | Norvegia    |
| 63    | AUT  | Austria     |
| 64    | HUN  | Ungheria    |
| 65    | IRL  | Irlanda     |
| 66-68 | RUS  | Russia      |
| 69    | CYP  | Cipro       |

## Ordine d'arrivo (Top 10)
| Pos. | Corridore           | Squadra   | Tempo    |
| ---- | ------------------- | --------- | -------- |
| 1    | Niels Albert        | Belgio    | 1h02'24" |
| 2    | Zdeněk Štybar       | Rep. Ceca | a 22"    |
| 3    | Sven Nys            | Belgio    | a 38"    |
| 4    | Bart Wellens        | Belgio    | a 1'10"  |
| 5    | Francis Mourey      | Francia   | a 1'23"  |
| 6    | Kevin Pauwels       | Belgio    | s.t.     |
| 7    | Sven Vanthourenhout | Belgio    | a 1'24"  |
| 8    | Simon Zahner        | Svizzera  | s.t.     |
| 9    | Steve Chainel       | Francia   | s.t.     |
| 10   | Klaas Vantornout    | Belgio    | s.t.     |